# Bratislava Challenger
Il Bratislava Challenger è stato un torneo professionistico di tennis giocato su campi in terra rossa. Faceva parte dell'ATP Challenger Series. Si sono giocava a Bratislava in Slovacchia e sono state disputate solo le edizioni del 1996 e 1997.
Il circuito Challenger sarebbe tornato in città nel 2000 con la prima edizione dello Slovak Open, a cui nel 2019 si sarebbe aggiunto il Bratislava Open. 

## Albo d'oro

### Singolare
| Anno | Campione           | Finalista       | Punteggio |
| ---- | ------------------ | --------------- | --------- |
| 1997 | Sébastien Grosjean | Radomír Vašek   | 6–4, 6–1  |
| 1996 | David Škoch        | Gustavo Kuerten | 6–2, 6–4  |

### Doppio
| Anno | Campioni                            | Finalisti                    | Punteggio     |
| ---- | ----------------------------------- | ---------------------------- | ------------- |
| 1997 | Jared Palmer Christo van Rensburg   | Joan Balcells Devin Bowen    | 4–6, 6–3, 7–5 |
| 1996 | Marcelo Charpentier Gustavo Kuerten | Filippo Messori Tom Vanhoudt | 3–6, 6–3, 7–5 |